# 滇缅党参
滇缅党参（学名：Codonopsis chimiliensis）是桔梗科党参属的植物，是中国的特有植物。，生长于海拔3,600米至4,300米的地区，目前尚未由人工引种栽培。

## 别名
缅甸党参（植物分类学报）